# 伯克 (紐約州村)
伯克（英語：Burke）是位於美國紐約州富蘭克林縣的村。

## 人口
根據2020年美國人口普查的數據，伯克的面積為0.75平方千米，皆為陸地。當地共有人口160人，而人口密度為每平方千米213人。